# Маршалл, Маргарет Энн
Маргарет Энн Маршалл (англ. Margaret Anne Marshall; род. 4 января 1949, Стерлинг) — шотландская певица (сопрано).

## Биография
Окончила Шотландскую королевскую школу музыки в Глазго. Брала уроки у Эдны Митчелл, Питера Пирса, Ханса Хоттера. Завоевала первую премию на международном конкурсе вокалистов в Мюнхене (1974). Дебютировала в лондонском Вигмор-холле в 1975. Выступала с известными оркестрами Европы и США под руководством Бернарда Хайтинка, Карло Марии Джулини, Джона Элиота Гардинера, Невилла Марринера, Рикардо Мути, Клаудио Аббадо, Даниэля Баренбойма, Зубина Меты и др.

## Репертуар
В репертуаре певицы — партии в операх Глюка («Орфей и Эвридика»), Моцарта («Свадьба Фигаро», «Так поступают все», «Похищение из сераля», «Дон Жуан», «Волшебная флейта», «Мнимая садовница»), Верди («Травиата»), Штрауса («Кавалер розы»), вокальные сочинения Баха, Гайдна, Бетховена («Торжественная месса»), Шумана, Брукнера, Малера, Бриттена («Военный реквием») и др.

## Признание
Офицер ордена Британской империи (1999). Почётный доктор Сент-Эндрюсского университета (2009).